# Teletransportador (Star Trek)

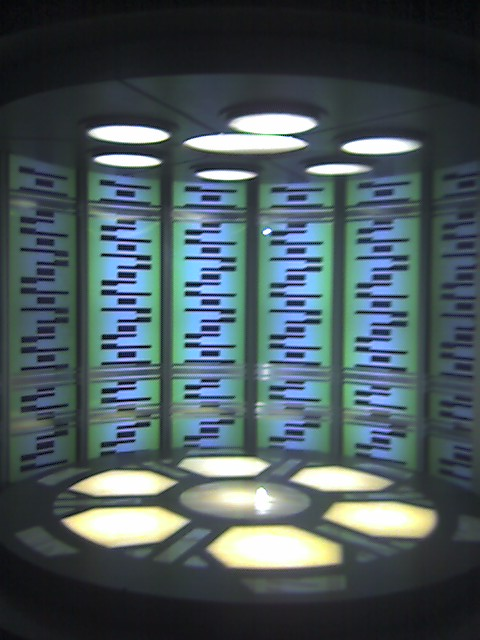
La sala de teletrasportación de la nave estelar USS Enterprise (NCC-1701-D), en Star Trek: La nueva generación

El teletransporte es una tecnología de ficción del universo de ficción de Star Trek  incluida en muchas naves espaciales de la Galaxia, que permitía llevar materia (fuera orgánica o no) a grandes distancias, sin usar medios de transporte físico. 
El teletransportador fue introducido en la serie de Gene Roddenberry; principalmente por razones de presupuesto, habría sido mucho más caro mostrar una nave espacial que aterrizara en un planeta, que hacer "materializar" las personas directamente. Más tarde se justifica por el hecho de que las naves son demasiado grandes para la tierra. Sin embargo, con los gráficos por ordenador, por último, la nave Voyager fue dotada con la capacidad de aterrizar. 
En el universo de Star Trek el teletransporte fue inventado por el científico Emory Erickson. 
En su introducción (en Star Trek: Enterprise teleportación), el teletrasporte es visto con recelo por la tripulación de las primeras naves terrestres, porque la idea de romperse por completo para volver a ser montado no es agradable, pero muy pronto este problema psicológico se termina superando.

## Descripción de las funciones
La secuencia de los Teletransportes es controlada por un equipo que analiza primero a la persona o la cosa a transferir y crea un "mapa". Después de la entidad es llevar a la desmaterialización y "salvarlo" en el buffer de teletransporte, que se transmite desde el punto de llegada y "reensamblarlo" (materializarlo, transformar la energía en materia). El procedimiento es tradicionalmente activado por un operador que cuenta con tres reguladores(de Star Trek: La nueva generación y por encima) o tres palancas como en la serie original de Star Trek. Cada par de teletransporte está diseñado para compartir un buffer de patrones individuales, situados generalmente  en la cubierta inferior de la sala de teletransportación. 
Fuera del casco de cada nave espacial se encuentran incorporados los emisores que incorporan los escáneres de largo alcance y las bobinas en la transición de fase, con el propósito de garantizar una cobertura completa, también esférica, en caso de mal funcionamiento de algunos elementos individuales.

## Tipos
Hay diferentes tipos de teleportación: 
- Cargo
- Una resolución cuántica
- Emergencia

El primero está certificado únicamente para el transporte de los objetos inanimados, como para ahorrar energía y de amortiguamiento de la resolución no es capaz de reproducir el material con precisión y, por tanto matar a cualquier ser vivo. 
El otro es el certificado para el transporte de personas, en cuanto a la resolución aparece en la cuántica, lo que permite una reconstrucción exacta. 
Y en tercer lugar, el de emergencia, utilizado sólo en casos extremos y es una manera, que sólo funciona para evacuar a tantas personas como sea posible. También puede ser utilizado directamente para teletransportarse de un lugar a otro sin pasar por la sala de teletransporte. Por otra parte tiene un puerto mucho más pequeño que la resolución cuántica.

## Operaciones de teletransporte
Debido a la criticidad de algunos operadores de transporte, normas de funcionamiento de la Flota Estelar, se exige la presencia constante de un oficial para la supervisión de cada fase de las operaciones. 
En los ejemplos siguientes se considera sólo una fase de aterrizaje de una habitación a teletransportarse a un destino remoto. Otros tipos de transacciones relacionadas con los cambios en las secuencias que figuran a continuación. 
Escaneo del destino y captura de las coordenadasDurante esta primera fase, el sistema de transportación adquiere el coordinar del destino. Los escáneres verifican el movimiento relativo del lugar de destino, la distancia y la presencia de condiciones del medio ambiente favorables al personal teletrasportado. Durante esta fase se realiza una serie de revisiones de diagnóstico de cada parte del sistema para garantizar el correcto funcionamiento del equipo.
Energización y la desmaterializaciónEl escáner molecular recibe en tiempo real una Imagen una resolución cuántica del sujeto que se movía mientras los carretes y bobinas de transición de la fase principal converten el sujeto en un flujo de materia desintegrada a nivel subatómico.
Compensación de Doppler en la memoria intermedia de patronesEl flujo de materia es almacenado en un buffer de patrones que permite que el sistema de compensación del Doppler entre el buque y el destino. El buffer de patrón también se utiliza como adaptador en caso de mal funcionamiento, permitiendo que el rematerializador de la asignatura en otra unidad de teletransporte de la nave.
Campo de flujo de transmisiónEl flujo de materia es transmitida por los emisores de la embarcación hasta el lugar de destino.

## Cilindro de prueba
La prueba del cilindro es un dispositivo que la Flota Estelar utiliza para hacer la prueba de la teleportación. 
 
Tiene una matriz molecular para simular el cambio de todos los compuestos orgánicos e inorgánicos. 

## Casos especiales
Un procedimiento especial de emergencia conocida como haz de "teleportación ciego" (blind-out ") dispone que todas las formas de vida de la zona son transportados por defecto como un grupo en lugar de aislar a cada forma de vida individual antes de la teletransporte. 
Un barco que viaja a la urdimbre puede teletransportar a una persona que no sea a toda velocidad por la sincronización de la CBA (anular confinamiento Manga, Ray confinamiento anular) con la frecuencia del núcleo de curvatura. Este procedimiento viola los protocolos de seguridad de la Flota Estelar. 
Para bloquear punto Scan del teletransportador, puede crear un campo de amortiguamiento localizado. Para superar este problema, puede restablecer el escáner para su instalación en ponerlo en fase con este campo, pero el campo de amortiguación perturba el radio de teletransportación. Poner en el proceso de configurar la gama de frecuencias de amortiguamiento es posible teletransportarse. 
El protocolo de teleportación código 5 quita las armas en el teletransporte. El protocolo de teleportación código 14 significa la destrucción del objeto para teletransportarse.